# Йодас
Йодас, Йодс, Юдас (латышск. и финск. латыш. Juodas) — леший, полевик.
Йоди — души умерших предков, являющихся во время северного сияния на небе в образе воинов. В народной литовской песне появляются Июдовы или Иодовы псы, нападающие на божью колесницу. Отсюда же происходит эстонское юдас, юас — чёрт, финское ютас, в смысле злого духа, хитрого человека.
В мифологическо-магических песнопениях эстов Юудас призывается вместе с Пергелем. У латышей есть Йодова мать (Йодамате). Йодов недолюбливает Перконс, который их преследует во время грозы, стараясь их убить молнией, как чертей. Шифнер указал на библейское влияние при разработке этого мифа («Калевала», 1852, и Кастрена, «Мифологические чтения», III). Обыкновенно Йодас считается ещё и духом воздуха, ветра.